# Pierzchnia
Pierzchnia (prononciation : [ˈpjɛʂxɲa]) est un village polonais de la gmina de Stara Błotnica dans le powiat de Białobrzegi de la voïvodie de Mazovie dans le centre-est de la Pologne.
Il se situe à environ 6 kilomètres au nord-ouest de Stara Błotnica (siège de la gmina), 8 kilomètres au sud de Białobrzegi (siège du powiat) et à 71 kilomètres au sud de Varsovie (capitale de la Pologne).

## Histoire
De 1975 à 1998, le village appartenait administrativement à la voïvodie de Radom.